# Los signos del zodíaco
Los signos del zodíaco és una pel·lícula dramàtica mexicana rodada el 1963 i estrenada el gener de 1964, dirigida per Sergio Véjar. Va participar al 3r Festival Internacional de Cinema de Moscou.

## Sinopsi
La pel·lícula mostra la complexa realitat d'un barri mexicà; el porter que té un fill homosexual, un grup de joves fa el possible per fugir de la situació al barri.

## Repartiment
- Kitty de Hoyos - María
- Angélica María - Sofía
- Pilar Souza - Ana Romana
- Luis Bayardo - Pedro Rojo
- Mario García González - Daniel
- Enrique Aguilar - Augusto Sotomayor
- María Eugenia Ríos - Estela
- Marta Zamora - Polita
- Angeles Marrufo
- Yolanda Guillaumin
- Socorro Avelar - Justina